# ويليام إل. سميث
ويليام إل. سميث (بالإنجليزية: William L. Smith)‏ هو شخصية أعمال وسياسي أمريكي، ولد في 1878. انتخب عضو جمعية ولاية ويسكونسن.